# Liste des métropoles de Virginie
Cet article donne une Liste des métropoles de Virginie aux États-Unis.
Une région (ou aire) métropolitaine aux États-Unis se définit par une approche fonctionnelle et non comme en Europe par une approche historique. Elle consiste en un noyau de comtés urbanisés auquel sont rattachés d'autres comtés contigus sur des critères basés sur le degré d'intégration économique et social (la région métropolitaine prend le nom de la ou des villes les plus importantes incluses dans ce noyau).
| Rang | Métropole                              | Population 2010 | Aires concernées |  |
| ---- | -------------------------------------- | --------------- | --- |  |
| 1    | Washington-Arlington-Alexandria        | 5 582 170       | District de Columbia en Virginie : les villes de Alexandria, Fairfax, Falls Church, Fredericksburg, Manassas, Manassas Park, et les comtés d'Arlington, Clarke, Fairfax, Fauquier, Loudoun, Prince William, Spotsylvania, Stafford, Warren en Virginie-Occidentale : le comté de Jefferson au Maryland les comtés de Calvert, Charles, Frederick, Montgomery, Prince George |  |
| 2    | Virginia Beach-Norfolk-Newport News    | 1 671 683       | en Virginie : les villes de Chesapeake, Franklin, Hampton, Newport News, Norfolk, Poquoson, Portsmouth, Suffolk, Virginia Beach, Williamsburg et les comtés de Gloucester, Isle of Wight, James City, Mathews, Southampton, Surry, York en Caroline du Nord : le comté de Currituck                                                                                         |  |
| 3    | Richmond-Perterburg                    | 1 258 251       | en Virginie: les villes de Richmond, Petersburg, Hopewell, Colonial Heights et les comtés de Amélia, Caroline, Charles City, Chesterfield, Cumberland, Comté de Dinwiddie, Goochland, Hanover, Henrico, King and Queen, King William, Louisa, New Kent, Powhatan, Prince George, Sussex                                                                                     |  |
| 4    | Aire métropolitaine de Roanoke         | 308 707         | en Virginie : les villes de Roanoke et Salem et les comtés de Botetourt, Craig, Franklin, et Roanoke |  |
| 5    | Aire métropolitaine de Lynchburg       | 252 634         | en Virginie : les villes de Lynchburg et Bedford et les comtés de Amherst, Appomattox, Bedford et Campbell |  |
| 6    | Aire métropolitaine de Charlottesville | 190 278         | en Virginie : la ville de Charlottesville et les comtés d'Albemarle, Fluvanna, Greene et Nelson |  |
| 7    | Blacksburg-Christiansburg-Radford      | 162 958         | en Virginie : la ville de Radford et les comtés de Giles, Montgomery et Pulaski |  |
| 8    | Aire métropolitaine de Winchester      | 128 472         | en Virginie : la ville de Winchester et le comté de Frederick en Virginie Occidentale : le comté de Hampshire |  |
| 9    | Aire métropolitaine de Harrisonburg    | 125 228         | en Virginie : la ville de Harrisonburg et le comté de Rockingham |  |
| 10   | Staunton–Waynesboro                    | 118 502         | en Virginie : le comté d'Augusta comprenant les deux villes indépendantes de Staunton et Waynesboro |  |
| 11   | Aire métropolitaine de Danville        | 106 561         | en Virginie : la ville de Danville et le Comté de Pittsylvania |  |

## Autres regroupements
- L'Aire métropolitaine Washington-Arlington-Alexandria et l'Aire métropolitaine de Winchester font partie de la Région métropolitaine de Baltimore-Washington : 8 572 971 habitants
- BosWash : Mégalopole de la Côte-Est allant de Boston à Washington : 52 332 123 habitants

## Liens Internes
- Combined Metropolitan Statistical Areas
- Liste des villes les plus peuplées des États-Unis